# 文奴·米捷圖·干沙利斯
文奴·安歷基·米捷圖·干沙利斯（西班牙語：Manuel Enrique Mejuto González，1965年4月16日—），通常稱為米捷圖·干沙利斯（Mejuto González），是一名前西班牙足球裁判，年輕時在學院中被體育老師挑選為球證，從此踏上球證之路。
他曾為2004年葡萄牙舉辦的歐洲國家盃執法兩場賽事，亦曾執法超過26場歐洲聯賽冠軍盃的賽事，包括2005年的歐聯決賽AC米蘭對利物浦。亦曾參與2006年世界盃的執法。
米捷圖·干沙利斯執法2008年歐洲國家盃外圍賽時曾惹起爭議。2007年11月17日，蘇格蘭對意大利的賽事接近終場時，米捷圖·干沙利斯誤判一自由球予意大利，意大利把握機會將比分改寫成2-1。蘇格蘭主教練麥利殊非常不滿，認為影響了蘇格蘭出線的機會。
米捷圖·干沙利斯是2008年歐洲國家盃12位主裁判之一。

## 外部連結
- Profile